# Megalonyx
Megalonyx je rod velkých vyhynulých lenochodů z čeledi Megalonychidae.

## Systematika
Je známo několik druhů rodu Megalonyx, přičemž typový druh představuje M. jeffersonii. Následující seznam vychází z The Paleobiology Database:
- †Megalonyx curvidens Matthew 1924
- †Megalonyx cuvieri Lund 1839
- †Megalonyx dissimilis Leidy 1855
- †Megalonyx gigas Marsh 1874
- †Megalonyx jeffersonii Desmarest 1822
- †Megalonyx leidyi Lindahl 1892
- †Megalonyx leptostomus Cope 1893
- †Megalonyx loxodon Cope 1871
- †Megalonyx mathisi Hirschfeld and Webb 1968
- †Megalonyx obtusidens Webb and Perrigo 1985
- †Megalonyx scalper Cope 1899
- †Megalonyx sierrensis Sinclair 1905
- †Megalonyx tortulus Cope 1871
- †Megalonyx validus Leidy 1868
- †Megalonyx wheatleyi Cope 1871

Za popisnou autoritu rodu Megalonyx je pokládán Thomas Jefferson (1799), třetí prezident Spojených států amerických, po němž nese typový druh své druhové jméno. Popisnou autoritou typového druhu je francouzský přírodovědec Anselme Gaëtan Desmarest, jenž nicméně rod Megalonyx synonymizoval s rodem Megatherium. O znovuzavedení rodového jména Megalonyx se zasloužil americký paleontolog Richard Harlan. Jeffersonovy původní fosilie se v roce 1797 staly součástí sbírek American Philosophical Society, roku 1849 však došlo k jejich přesunu do sbírek Academy of Natural Sciences of Philadelphia.

## Popis a ekologie

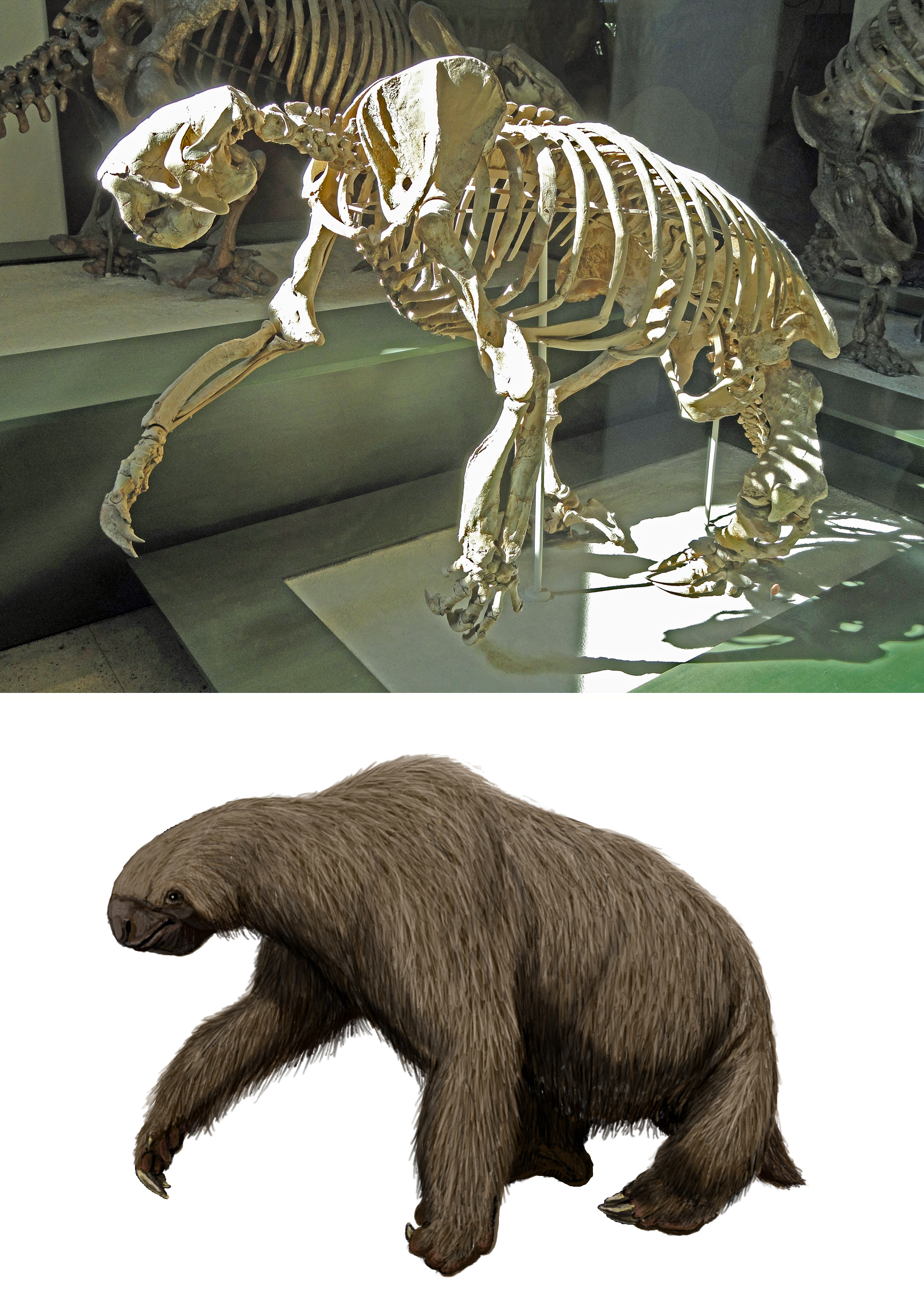
Kostra a její rekonstrukce

Největší zástupci druhu M. jeffersonii dosahovali odhadované tělesné hmotnosti přes 1 280 kg. Oproti současným lenochodům nešlo o stromové zvíře, ale o pozemního ploskochodce, který se však zřejmě mohl postavit i na zadní končetiny a zapírat se u toho o ocas. Přední končetiny byly vybaveny drápy. Hlava byla mohutně stavěná, s oblým čenichem a velkými kolíkovitými zuby. Specificky odvozený chrup zahrnuje modifikované špičáky s okluzní plochou kolmou k jejich ose, jež tak sloužily spíše k drcení či přidržování, nikoli k řezání.
Stratigrafický výskyt rodu Megalonyx zahrnuje období před asi 10,3 miliony až zhruba 12 tisíci lety, rod se vyskytoval na území Střední a Severní Ameriky. Fosilní nálezy rodu Megalonyx pocházejí z východního i západního pobřeží Severní Ameriky, směrem na sever dokonce překračují polární kruh (což je v případě chudozubých s pomalou rychlostí metabolismu neobvyklé). Kolonizace Severní Ameriky ze strany megalonychidů předcházela vytvoření Panamské šíje a velké americké výměně, rod Megalonyx naopak mohl v návaznosti na tuto událost migrovat směrem na jih.
Celkový počet severoamerických nalezišť přesahuje 180, jen vzácně je však na jednom místě nalezeno větší množství jedinců. Objev tří různě starých jedinců z naleziště Tarkio v jihozápadní Iowě však nasvědčuje skutečnosti, že zde tato zvířata uhynula současně a mohla tedy žít společně. Řada fosilních nálezů také pochází z jeskyní, jež mohly lenochodům buďto poskytovat úkryt, anebo místo pro porod. Ekologicky tito lenochodi představovali býložravce – okusovače, přičemž větve si snad mohli přitahovat svými mohutnými drápy. Tato preference stanovišť se odráží i ve vzácnosti fosilních nálezů z Velkých planin. Na základě jedinců z Tarkio se průměrná délka života M. jeffersonii odhaduje na 19 let, doba březosti na 14 měsíců, meziporodní interval na 3 roky a doba pohlavní dospělosti na 6,5 roku.
Rod Megalonyx se stal jednou z obětí pleistocenního vymírání světové megafauny. Některé fosilní nálezy nasvědčují skutečnosti, že se na jeho lovu mohli podílet i lidé kultury Clovis.